# Сан-Піо-делле-Камере
Сан-Піо-делле-Камере (італ. San Pio delle Camere) — муніципалітет в Італії, у регіоні Абруццо,  провінція Л'Аквіла.
Сан-Піо-делле-Камере розташований на відстані близько 110 км на північний схід від Рима, 24 км на схід від Л'Акуїли.
Населення — 688 осіб (2014).
Щорічний фестиваль відбувається 11 липня. 

## Демографія
Населення за роками:

Станом на 1 січня 2023 року в муніципалітеті офіційно проживало 112 іноземців з 13 країн, серед них 39 громадян країн Євросоюзу та 4 громадяни України.

## Сусідні муніципалітети
- Баришано
- Капорчіано
- Карапелле-Кальвізіо
- Кастельвеккьо-Кальвізіо
- Прата-д'Ансідонія